# Центр анализа и координации четвертой промышленной революции
Центр анализа и координации четвёртой промышленной революции (C4IR Azerbaijan) — публичное юридическое лицо, созданное при Министерстве экономики Азербайджана в соответствии с Указом Президента Азербайджанской Республики от 6 января 2021 года.

## Деятельность
Центр анализа и координации четвёртой промышленной революции осуществляет сотрудничество между Азербайджаном и международными организациями, работающими в области четвертой промышленной революции, а также анализирует и координирует вызовы, инициативы, стратегии и проекты, связанные с цифровой экономикой. Основная цель организации — максимально использовать возможности, созданные Четвёртой промышленной революцией, и обеспечить ведущую роль нашей страны в области новых технологий.
С 1 апреля 2021 года Центр (C4IR Azerbaijan) также берет на себя функции сети Азербайджанского центра четвёртой промышленной революции Всемирного Экономического Форума.
Деятельность C4IR Azerbaijan основана на Меморандуме о взаимопонимании, подписанном 21 января 2020 года в рамках ВЭФ в Давосе, Швейцария, Президентом Азербайджана Ильхамом Алиевым и президентом ВЭФ Борге Бренде.
Это первый центр, созданный ВЭФ в СНГ.
C4IR Azerbaijan работает на 3-х основных площадках. Центр осуществляет анализ и координацию инициатив, стратегий и проектов на платформах «Искусственный интеллект и машинное обучение», «Интернет вещей и трансформация городов» и «Цифровая торговля» в нашей стране.